# La Milagrosa (Albacete)
La Milagrosa, más conocido como Las Seiscientas, es un barrio de la ciudad española de Albacete localizado en el este de la capital habitado por personas de etnia gitana cuya religión mayoritaria es el cristianismo. Es, según algunas fuentes, uno de los barrios más marginales de España. Tiene 2413 habitantes (2012).

## Geografía
El barrio está situado al este de la ciudad de Albacete, entre las calles carretera de Valencia al oeste, José Carvajal al norte y San Pedro al este. Linda con los barrios La Estrella y Polígono San Antón al este, Carretas al norte y Hospital al oeste. Forma parte del distrito A de Albacete junto con los barrios La Estrella, Miguel Ángel Blanco y Polígono de San Antón.

## Historia

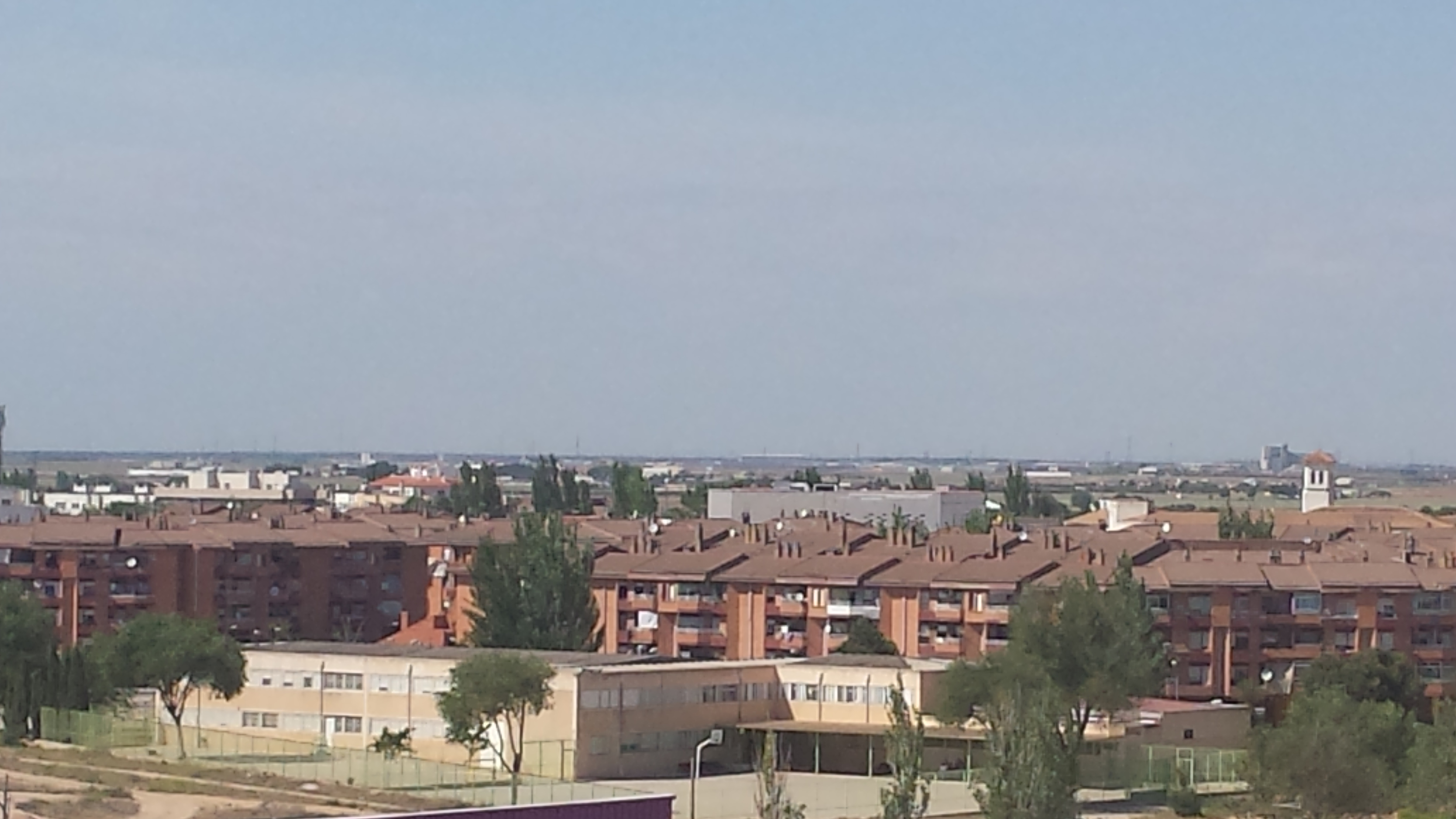
Vista del barrio de La Milagrosa con el Colegio Público La Paz en primer plano

El barrio de Las Seiscientas, oficialmente denominado La Milagrosa, fue construido en la década de 1970 con el objetivo de eliminar el chabolismo. En el primer cuarto del siglo XXI sufrió una profunda transformación para integrarlo en la ciudad.

## Demografía
La Milagrosa tiene 2413 habitantes (2012): 1187 mujeres y 1226 hombres. Es, con gran diferencia, el barrio de Albacete con mayor población joven. La población mayor de 65 años supone el 4,32 % del total de la población del barrio, mientras que la población infantil se sitúa en el 31,82 %, el doble que la media de la ciudad. Es el barrio con mayor porcentaje de familias monoparentales. La población extranjera en el barrio es alta (11,9 %). El nivel de estudios de sus habitantes es muy bajo. El 77,4 % de los mayores de 16 años son analfabetos o no tienen estudios, muy superior a la media de la ciudad, que se sitúa en el 13,6 %. El 87,8 % de los habitantes del barrio son de clase baja o media-baja. El paro alcanza el 70 % en este barrio.

## Educación

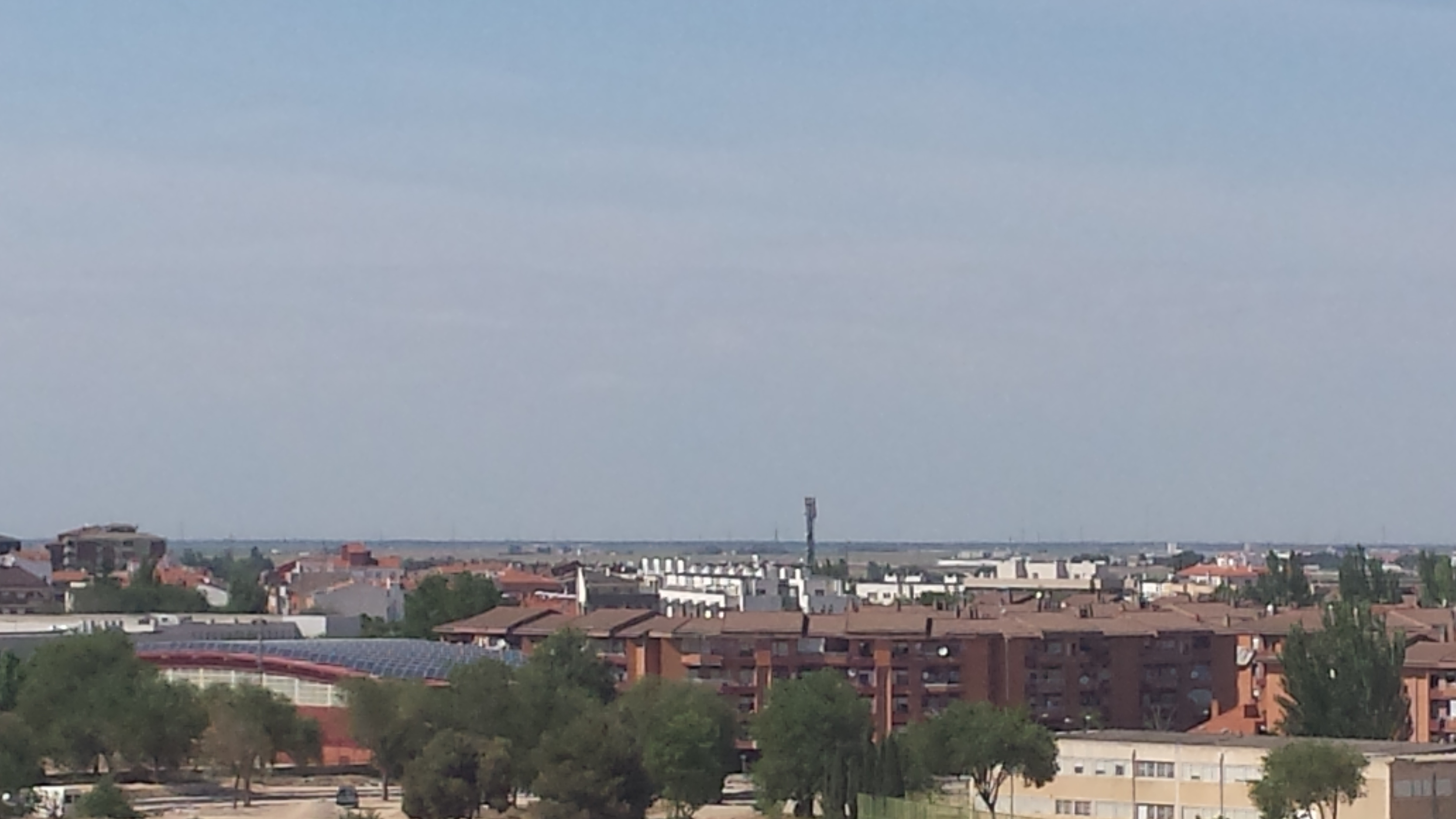
Vista del barrio de La Milagrosa con el Complejo Deportivo Jorge Juan a la izquierda de la imagen

El barrio cuenta con el Colegio Público de Educación Infantil y Primaria La Paz, que además dispone de una sección de instituto de educación secundaria.

## Religión
Las Seiscientas alberga la iglesia de la Virgen de la Milagrosa, situada en la plaza Tomás Navarro Tomás. Además, el barrio acoge el Centro Cultural Islámico de Albacete, que cuenta con una mezquita y un centro de educación.

## Deporte
El barrio cuenta con el Complejo Deportivo Jorge Juan, que alberga dos piscinas de verano, una pista cubierta polideportiva, una sala de usos múltiples, un campo de fútbol de tierra y una pista de BMX, entre otras instalaciones.

## Fiestas
Las fiestas oficiales del barrio tienen lugar anualmente a mediados de julio.

## Transporte
En autobús urbano, el barrio queda conectado mediante las siguientes líneas:
| Línea | Trayecto | Recorrido                                                        | Frecuencia    |
| ----- | --- | ---------------------------------------------------------------- | ------------- |
|       | Campus UCLM - Hospital Perpetuo Socorro | Recorrido Archivado el 22 de febrero de 2014 en Wayback Machine. | 12-18 minutos |
|       | Estación de Ferrocarril - Estación de Autobuses - Hospital General Universitario - Hospital Universitario Ntra. Señora del Perpetuo Socorro | Recorrido Archivado el 22 de febrero de 2014 en Wayback Machine. | 15-22 minutos |